# Гендерно-нейтральна мова
Гендерно-нейтральна мова (іноді — гендерно-інклюзивна мова) — це мова, яка уникає упередження щодо певної статі та/або гендеру. Термін гендерно-нейтральна мова також може використовуватись як синонім нон-сексистської, інклюзивної та гендерно-справедливої мови. Метою використання гендерно-нейтральної мови є уникнення слів, які можуть сприйматись як прояв упередження, дискримінації, нормалізації певної гендерної поведінки або применшення представників певних гендерів. Ціллю введення та розповсюдження гендерно-нейтральної мови є зменшення кількості гендерних стереотипів, вкорінених у традиційній мові та культурі, та підведення суспільства до соціальних змін.
Прикладом вживання гендерно-нейтральної мови може слугувати використання слова «людина» замість слів «жінка» або «чоловік». У рамках англійської мови це визначається як використання іменників, які не є прив'язаними до певного гендеру при позначенні ролей або професій. Окрім цього, це включає уникання використання займенників він, його або йому, маючи на увазі людей невизначеного або небінарного гендеру. Ілюстрацією використання гендерно-нейтральної мови може також слугувати заміна бінарних англійських слів «chairman» та «chairwoman» на нейтральне «chairperson». При зверненні до людини, гендер якої є невизначеним або складно зчитуваним, займенник третьої особи — він/вона (he/she) — замінюється займенник вони (they).

### Історичні витоки концепту
Використання займенників чоловічого роду ототожнюють з нон-сексистським, проте численна кількість форм гендерно-нейтральної мови стала загальноприйнятим атрибутом багатьох мов у 20 столітті. У 1970х роках феміністки Кейсі Міллер та Кейт Свіфт у книзі «Підручник неіснуючого письма», присвяченій гендерно-нейтральній мові, назвали таку тенденцію дегуманізуючою та такою, що призводить до ексклюзії жінок. У 1980-х роках велика кількість представників феміністичної школи присвятила себе реформуванню усталеної мовної структури. Станом на зараз гендерно-нейтральна мова є розповсюдженою у багатьох академічних та державних інститутах.

#### Гендерно-нейтральна мова та фемінізм
Історія розвитку та популяризації гендерно-нейтральної мови значною мірою пов'язана з феміністичним рухом та жіночими студіями. Однією з перших робіт, які порушували проблему відсутності назви для жіночої праці, є праця Бетті Фрідан «Загадка жіночності». У цій роботі висвітлювалась проблема ідентифікації та відсутності слів, які жінки могли б використовувати аби підкреслити власний досвід.
Загалом, поширення та бурхливий розвиток гендерно-нейтральної мови можна простежити у прив'язці до виникнення та інституціоналізації гендерних та феміністичних студій. Так, у 1980-х роках жіночі студії було визнано окремою дисципліною та включено у навчальні плани вищих навчальних закладів. На думку феміністок, жінки стали самостійною частиною наукової спільноти, їхній внесок до наукової праці почали визнавати. У зв'язку з цим почалась реструктуризація академічної спільноти, у тому числі її мовної складової, було запроваджено нові гендерно-нейтральні та гендерно-бінарні терміни.

#### Гендерно-нейтральна мова та постгендеризм
Окрім феміністичних та жіночих студій, існує ще один підхід до пояснення популяризації гендерно-нейтральної мови. Прибічники постгендерної теорії (постгендеризм) вважають, що розвиток гендерної нейтральності у XX—XXI століттях пов'язаний з технологічним переворотом, поширенням ідей трансгуманізму, розвитком медицини та репродуктивної медицини як такої. Ідея постгендеризму полягає  у тому, що сучасне суспільство рухається не у напрямку гендерної рівності та/або гендерної бінарності, а у напрямку гендерної трансцендентальності, тобто, відходу від гендерної ідентифікації як такої.
Поширення тенденцій до соціалізації у кіберпросторі та притаманна соціальним мережам й кіберплатформам анонімність дозволяють людям вийти за рамки тілесних та соціальних обмежень та розширити рамки власної ідентичності без озирання на гендерні ролі. У сучасному світі поширеною є концепція «віртуального тіла», тобто здатність утворити певний «аватар» у кіберпросторі, який матиме характеристики, відмінні від реального тіла людини. Поведінка «віртуального тіла» не є обмеженою концептами гендеру та/або сексуальності, оскільки «аватар», створений у кіберпросторі, може бути зміненим у будь-який час.

### Займенник «третьої статі»
Займенником третьої особи називають займенник, який використовується при зверненні до суб'єкта, який не є слухачем або доповідачем. Займенники він та вона (англійською he and she) є займенниками третьої особи, спеціалізованими за гендером. Займенник вони (they) є гендерно-нейтральним і може стосуватись як декількох осіб будь-якої статі, так і, неформально, однієї особи (без специфікації її/його гендеру).

#### Граматична структура гендерно-нейтральної мови
Вживання гендерно-нейтральної мови у багатьох суспільствах ускладнює специфіка граматичної структури мови.
Загалом, мовні системи можна поділити на три категорії. Перша група включає у себе мови, які не передбачають вживання гендерно-диференційованих займенників (наприклад, мови Східної Азії). До другої групи належать ті мови, для яких гендерно-диференційовані займенники є частиною традиційної гендерної граматичної системи (більшість індоєвропейських мов). У таких мовах більшість іменників та прикметників мають жіночий та чоловічий роди та специфічні закінчення. Третя категорія є суміжною, вона складається з мов, які мають гендерно-диференційовані займенники, проте не мають традиційної гендерної системи у граматиці та дотримується вживання «природного гендеру». До мов третьої групи належить англійська мова, яка має займенники третьої особи, специфічні для певної статі (він/вона), проте не має гендерно-диференційованих закінчень (-ав/-ала).
Для мов з гендерно-диференційованими займенниками третьої особи складнощі у використанні гендерно-нейтральної мови виникають у ситуаціях, коли необхідно звернутись до особи, стать якої є невідомою або невизначеною. У таких ситуаціях зазвичай використовується займенник чоловічого роду, часто з метою підтримати нейтралітет. Наприклад, в українській мові до мішаної групи студентів звертатимуться зі словом «студенти», яке стосується представників чоловічої статі, а не зі словами «студентки» або «студентство».

#### Види гендерно-нейтральної мови
Існує декілька підходів до творення «гендерно-нейтральної мови»:
1. Позбутися вказівок на стать. У рамках цього методу прийнятним є використання нейтрального займенника третьої особи «вони» замість займенників «він» та «вона». Окрім цього, необхідно замінювати гендерно-бінарні слова на зразок «вчитель» та «вчителька» на такі, що не вказують на стать людини, про яку йде мова[11].
2. Реструктуризація мови задля уникнення займенників та гендерно-бінарних іменників та прикметників взагалі. Наприклад, «людина, професією якої є навчання дітей, проводить відкритий урок» замість «вчитель/вчителька проводить відкритий урок»[12].

### Гендерно-нейтральна мова в Україні
Гендерна лінгвістика вивчає взаємозв'язок між гендером та структурою мови. При дослідженні структури мови та особливостей вживаної лексики необхідно вивчати не лише особливості граматичної структури, але і контекст утворення цієї мови. Гендерна лінгвістика в Україні пов'язана з вивченням феміністичного дискурсу в літературі. Жіночі персонажі в українській літературі досліджувались такими науковими діячами, як Віра Агеєва, Тамара Гундорова, Соломія Павличко та інших дослідників зі сфери літературознавства.
Державний статус української мови було визнано у 1989 році ще в часи Української РСР, а в 1996 році роль української мови як  єдиної державної мови в Україні була закріплена статтею 10 Конституції України. Деякі дослідники підкреслюють, що на розвиток сучасної української мови значним чином вплинули політичні та економічні події часу та історії України загалом. Наприклад, у часи роздробленості сформувалось підґрунтя для виникнення великої кількості діалектів, присутніх в українській мові зараз.
Для вивчення гендерної структури мови важливим є вплив радянської ідеології. У часи СРСР у суспільстві існували специфічні рольові контракти, які регулювали позицію та роль жінок у суспільстві. Загалом, можна виділити офіційний контракт, який розглядає жінку як працюючу матір, що поєднує денну роботу з піклуванням про родину, повсякденний контракт, який регламентує більшу залученість жінки до хатніх справ, та тіньовий контракт, до якого входить те, що у суспільстві вважається девіацією, наприклад, гомосексуальність, проституція тощо.
Хоча зараз існують тенденції до відходження від способів взаємодії, укладених у той час, деякі з них залишаються вкоріненими у мові. Найбільш гендерно-поляризованим інститутом залишається ринок праці. Найбільше це проявляється у розділенні професій на «жіночі» та «чоловічі». Таким чином, певні професії асоціюються саме з жіночою або чоловічою працею. Такі професії як шахтар, поліціянт, науковець асоціюються у людей саме з чоловіками, а посади бухгалтера або вчителя — з жінками. Окрім цього, існує тенденція до використання певних «гендерованих» прикметників при описі цих професій. Наприклад, вчителька має бути «доброю, дбайливою», а поліцейський — «мужнім, сміливим» тощо.
Окрім цього, впровадження гендерно-нейтральної мови в Україні ускладнюється специфікою граматичної структури мови загалом. Українська мова, так само як російська, польська, німецька тощо, має «гендеровану» систему відмінювання. Так, в українській мові на відміну від, наприклад, англійської мови, дієсловам присвоюються закінчення залежно від статі адресата (наприклад, «він/вона сказав/сказала» та «ти зробив/зробила» на противагу англійським «he/she said» та «you did»).
Специфіка лінгвістичної структури української мови робить запровадження першого та другого типів гендерно-нейтральної мови майже неможливим, оскільки потребує кардинальної реструктурації мови. Проте, третій тип гендерно-інклюзивної мови у останні роки[коли?] стає все більш популярним. Все частіше у наукових та публіцистичних працях і, навіть, у повсякденній мові  використовуються так звані фемінітиви — іменники, до яких додаються суфікси –к–, –ин– або –иц– для утворення «жіночого» аналога для професій, назв та прикметників, які існують лише у чоловічому роді. Наприклад, директор — директорка, лікар — лікарка, підприємець — підприємиця, видавець — видавчиня, тощо. Використання так званих фемінітивів позбавляє мову гендерної нейтральності, вказуючи на гендер.
Слід зазначити, що ряд літераторів, істориків та діячів культури виступають проти фемінітивів й не використовують їх, або ж, навпаки, використовують виключно задля насмішки.